# 馬迪根冰原島峰
67°9′S 143°21′E / 67.150°S 143.350°E
馬迪根冰原島峰（英語：Madigan Nunatak），是南極洲的冰原島峰，處於格雷角以南33公里，由澳大利亞探險家率領的探險隊發現，以隊中的氣象學家命名，現時由南極條約體系管理。